# Премія імені Сахарова

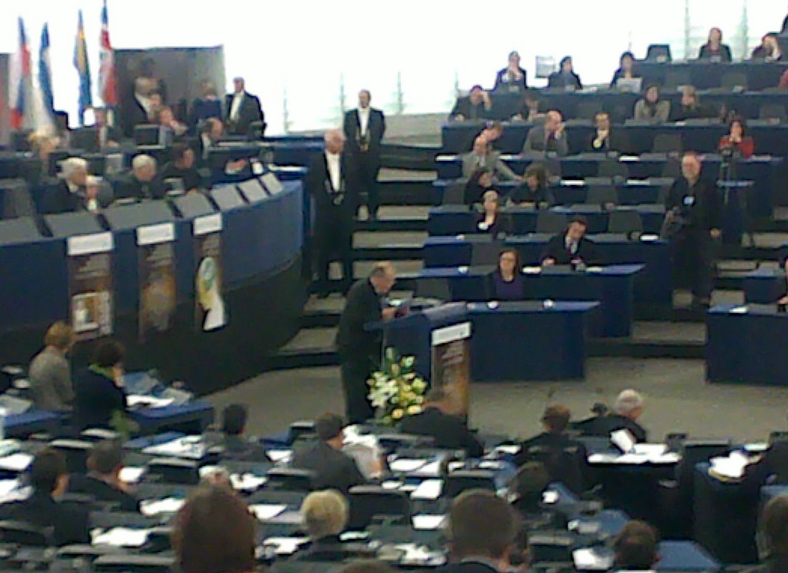
Церемонія вручення премії 2009 року.
Зала Ради Європи

Премія Сахарова за свободу думки — щорічна відзнака Європейського парламенту. Започаткована 1988 року.
Нагорода вручається за досягнення в таких областях:
- захист прав людини і його основних свобод;
- розвиток демократії і відстоювання верховенства права;
- повага до міжнародного законодавства;
- захист прав меншин.

## Висунення кандидатів
Висунення кандидатів на здобуття премії Сахарова здійснюється депутатами Європарламенту. Для того аби кандидатура здобувача премії була розглянута, вона має бути висунута депутатською групою або щонайменше 40 депутатами при тому, що кожен з них може виступити з підтримкою лише однієї кандидатури. Зазвичай остаточний перелік кандидатів формується щороку у вересні.
Надалі кандидатури розглядаються на спільному засіданні Комітету з міжнародних справ, Комітету з розвитку та Підкомітету з прав людини Європейського парламенту. Усі кандидатури проходять обговорення учасниками засідання, після чого кожен член комітетів з закордонних справ і з розвитку голосують за того кандидата, чий внесок, на їхню думку, найбільше заслуговує на відзначення премією.
З трьох найбільш рейтингових номінантів (тих, що здобули найбільше голосів) формується шорт-лист претендентів, який надалі передається до розгляду Конференцією Президентів Європарламенту, який кожного року визначає лауреата Сахаровської премії. Ця Конференція складається з Голови Європейського парламенту та голів усіх депутатських груп, її рішення щодо присудження премії є остаточним, проте може не збігатися з попередніми результатами розгляду кандидатур комітетами з закордонних справ і розвитку.
| Рік  | Номінант                                              | Країна               | Голоси | Прим.  |
| ---- | ----------------------------------------------------- | -------------------- | ------ | ------ |
| 1988 | Нельсон Мандела                                       | ПАР                  |        | [ 1 ]  |
| 1988 | Анатолій Марченко                                     | СРСР                 |        | [ 1 ]  |
| 1988 | Лариса Богораз                                        | СРСР                 |        | [ 1 ]  |
| 1988 | Мордехай Вануну                                       | Ізраїль              |        | [ 1 ]  |
| 1988 | Роальд Зеличенок                                      | СРСР                 |        | [ 1 ]  |
| 1988 | Натан Щаранський                                      | Ізраїль              |        | [ 1 ]  |
| 1988 | Міжнародна асоціація прав людини                      |                      |        | [ 1 ]  |
| 1989 | Александер Дубчек                                     | Чехословаччина       |        | [ 2 ]  |
| 1989 | Дьюла Горн                                            | Угорщина             |        | [ 2 ]  |
| 1989 | Дойна Корня                                           | Румунія              |        | [ 2 ]  |
| 1989 | Тадеуш Мазовецький                                    | Польща               |        | [ 2 ]  |
| 1989 | Чико Мендес                                           | Бразилія             |        | [ 2 ]  |
| 1990 | Аун Сан Су Чжі                                        | Бірма                | 9      | [ 3 ]  |
| 1990 | Фан Лічжі                                             | КНР                  | 9      | [ 3 ]  |
| 1990 | Ібрагім Ругова                                        | Косово               |        | [ 3 ]  |
| 1990 | Ласло Текеш                                           | Угорщина             | 15     | [ 3 ]  |
| 1990 | Католицький університет Сальвадора                    | Сальвадор            |        | [ 3 ]  |
| 1991 | Адем Демачі                                           | Косово               | 7      | [ 4 ]  |
| 1991 | Михайло Горбачов                                      | СРСР                 |        | [ 4 ]  |
| 1991 | Борис Єльцин                                          | СРСР                 |        | [ 4 ]  |
| 1991 | Ненсі Грейсі                                          | Велика Британія      |        | [ 4 ]  |
| 1991 | Едуард Шеварнадзе                                     | СРСР                 |        | [ 4 ]  |
| 1991 | Ласло Текеш                                           | Угорщина             | 12     | [ 4 ]  |
| 1991 | Террі Вейт                                            | Велика Британія      | 14     | [ 4 ]  |
| 1991 | Вей Джиншень                                          | КНР                  |        | [ 4 ]  |
| 1992 | Кубинський комітет з прав людини                      | Куба                 |        | [ 5 ]  |
| 1992 | Джованні Фальконе                                     | Італія               |        | [ 5 ]  |
| 1992 | Паоло Борселліно                                      | Італія               |        | [ 5 ]  |
| 1992 | Алія Ізетбегович                                      | Боснія і Герцеговина | 9      | [ 5 ]  |
| 1992 | Матері площі травня                                   | Аргентина            | 19     | [ 5 ]  |
| 1992 | Рігоберта Менчу                                       | Гватемала            |        | [ 5 ]  |
| 1992 | Марія Єлена Круз Варела                               | Куба                 | 9      | [ 5 ]  |
| 1993 | Шанана Гужмау                                         | Східний Тимор        | 8      | [ 6 ]  |
| 1993 | Сердік Мейсон                                         | ПАР                  |        | [ 6 ]  |
| 1993 | Волмер ду Насіменту                                   | Бразилія             |        | [ 6 ]  |
| 1993 | Ослобождєніє                                          | Боснія і Герцеговина | 22     | [ 6 ]  |
| 1993 | Гендун Рінхен                                         | КНР                  | 7      | [ 6 ]  |
| 1993 | Салман Рушді                                          |                      |        | [ 6 ]  |
| 1994 | Себастьян Аркос Бернес                                | Куба                 | 13     | [ 7 ]  |
| 1994 | Шанана Гужмау                                         | Східний Тимор        |        | [ 7 ]  |
| 1994 | Тасліма Насрін                                        | Бангладеш            | 19     | [ 7 ]  |
| 1994 | Самуель Руїз                                          | Мексика              |        | [ 7 ]  |
| 1994 | Вей Джиншень                                          | КНР                  |        | [ 7 ]  |
| 1994 | Лейла Зана                                            | Туреччина            | 12     | [ 7 ]  |
| 1994 | Мехді Зана                                            | Туреччина            |        | [ 7 ]  |
| 1995 | Спільнота Сан-Патрігано                               | Італія               |        | [ 8 ]  |
| 1995 | Спільнота Святого Егідія                              | Італія               |        | [ 8 ]  |
| 1995 | Палден Г'ятцо                                         | КНР                  |        | [ 8 ]  |
| 1995 | Сергій Ковальов                                       | Росія                | 22     | [ 8 ]  |
| 1995 | Наґіб Махфуз                                          | Єгипет               | 5      | [ 8 ]  |
| 1995 | Кен Саро-Віва                                         | Нігерія              |        | [ 8 ]  |
| 1995 | Лейла Зана                                            | Туреччина            | 31     | [ 8 ]  |
| 1996 | Сільвія Баральдіні                                    | Італія               |        | [ 9 ]  |
| 1996 | Леонель Морехон Альмагро                              | Куба                 | 23     | [ 9 ]  |
| 1996 | Олександр Нікітін                                     | Росія                |        | [ 9 ]  |
| 1996 | Самуель Руїз                                          | Мексика              | 23     | [ 9 ]  |
| 1996 | Вей Джиншень                                          | КНР                  | 4      | [ 9 ]  |
| 1997 | Єлені Фока                                            | Кіпр                 | 7      | [ 10 ] |
| 1997 | Саліма Гезалі                                         | Алжир                | 24     | [ 10 ] |
| 1997 | Франьо Комарица                                       | Боснія і Герцеговина | 19     | [ 10 ] |
| 1997 | Елізардо Санчес                                       | Куба                 |        | [ 10 ] |
| 1998 | Accept                                                | Румунія              |        | [ 11 ] |
| 1998 | Акин Бірдал                                           | Туреччина            |        | [ 11 ] |
| 1998 | Далай-лама XIV                                        | Тибет                |        | [ 11 ] |
| 1998 | Укшін Хоті                                            | Косово               |        | [ 11 ] |
| 1998 | Жозе Райня                                            | Бразилія             |        | [ 11 ] |
| 1998 | Марта Беатріс Рок                                     | Куба                 |        | [ 11 ] |
| 1998 | Ібрагім Ругова                                        | Косово               |        | [ 11 ] |
| 1998 | Мордехай Вануну                                       | Ізраїль              |        | [ 11 ] |
| 1999 | Анджеліна Аченг Ат'ям                                 | Уганда               |        | [ 12 ] |
| 1999 | Акин Бірдал                                           | Туреччина            |        | [ 12 ] |
| 1999 | Шанана Гужмау                                         | Східний Тимор        |        | [ 12 ] |
| 1999 | Кемаїс Ксіла                                          | Туніс                |        | [ 12 ] |
| 1999 | Мартін Лі                                             | Гонконг              |        | [ 12 ] |
| 1999 | Радіо B2/92                                           | Югославія            |        | [ 12 ] |
| 2000 | Мумія Абу-Джамал                                      | США                  |        | [ 13 ] |
| 2000 | Анджеліна Аченг Ат'ям                                 | Уганда               |        | [ 13 ] |
| 2000 | Андрій Бабицький                                      | Росія                |        | [ 13 ] |
| 2000 | Basta Ya!                                             | Іспанія              |        | [ 13 ] |
| 2000 | Іммакуле Біргагека                                    | ДР Конго             |        | [ 13 ] |
| 2000 | Радхія Насрауі                                        | Туніс                |        | [ 13 ] |
| 2000 | Олександр Нікітін                                     | Росія                |        | [ 13 ] |
| 2000 | Нгаванг Сангдрол                                      | Тибет                |        | [ 13 ] |
| 2001 | Анджеліна Аченг Ат'ям                                 | Уганда               |        | [ 14 ] |
| 2001 | Сіхем Бенседріне                                      | Туніс                |        | [ 14 ] |
| 2001 | Франсіско де Ру                                       | Колумбія             |        | [ 14 ] |
| 2001 | Іззат Газаві                                          | Палестина            |        | [ 14 ] |
| 2001 | Нуріт Пелед-Елханан                                   | Ізраїль              |        | [ 14 ] |
| 2001 | Закаріас Камвеньо                                     | Ангола               |        | [ 14 ] |
| 2001 | Патрік Легі                                           | США                  |        | [ 14 ] |
| 2001 | Лі Хунчжі                                             | КНР                  |        | [ 14 ] |
| 2001 | Нгаванг Сангдрол                                      | Тибет                |        | [ 14 ] |
| 2001 | Морган Цвангіраї                                      | Зімбабве             |        | [ 14 ] |
| 2002 | Сіхем Бенседріне                                      | Туніс                |        | [ 15 ] |
| 2002 | Саад Еддін Ібрагім                                    | Туніс                |        | [ 15 ] |
| 2002 | Ахмад Шах Масуд                                       | Афганістан           |        | [ 15 ] |
| 2002 | Григорій Пасько                                       | Росія                |        | [ 15 ] |
| 2002 | Освальдо Пая                                          | Куба                 |        | [ 15 ] |
| 2002 | Кайлаш Сат'ярті                                       | Індія                |        | [ 15 ] |
| 2002 | Морган Цвангіраї                                      | Зімбабве             |        | [ 15 ] |
| 2003 | Кофі Аннан та персонал ООН                            | Гана                 |        | [ 16 ] |
| 2003 | Сержіу Вієра ді Меллу                                 | Бразилія             |        | [ 16 ] |
| 2003 | Ганс Блікс                                            | Швеція               |        | [ 16 ] |
| 2003 | Мухаммед аль-Барадаї                                  | Єгипет               |        | [ 16 ] |
| 2003 | Акбар Ганджі                                          | Іран                 |        | [ 16 ] |
| 2003 | Саїм Балдуханов                                       | Казахстан            |        | [ 16 ] |
| 2003 | Юрій Бандажевський                                    | Білорусь             |        | [ 16 ] |
| 2003 | Фелікс Кулов                                          | Киргизстан           |        | [ 16 ] |
| 2003 | Мухаммад Бекжон                                       | Узбекистан           |        | [ 16 ] |
| 2003 | Батир Бериєв                                          | Туркменістан         |        | [ 16 ] |
| 2003 | Галімжан Жакіянов                                     | Казахстан            |        | [ 16 ] |
| 2004 | Інгрід Бетанкур                                       | Колумбія             |        | [ 17 ] |
| 2004 | Репортери без кордонів                                |                      |        | [ 17 ] |
| 2004 | Енцо Балдоні                                          | Італія               |        | [ 17 ] |
| 2004 | Рейчел Коррі                                          | США                  |        | [ 17 ] |
| 2004 | Леонід Рошаль                                         | Росія                |        | [ 17 ] |
| 2004 | Наталія Естемірова                                    | Росія                |        | [ 17 ] |
| 2004 | Олександр Єсенін-Вольпін                              | США                  |        | [ 17 ] |
| 2004 | Анжеліка Лівне                                        | Ізраїль              |        | [ 17 ] |
| 2004 | Самар Саххар                                          | Палестина            |        | [ 17 ] |
| 2004 | Білоруська асоціація журналістів                      | Білорусь             |        | [ 17 ] |
| 2004 | Вацлав Гавел                                          | Чехія                |        | [ 17 ] |
| 2004 | Сергій Ковальов                                       | Росія                |        | [ 17 ] |
| 2004 | Ібрагім Хуссейн Закі                                  | Мальдіви             |        | [ 17 ] |
| 2004 | Зубр                                                  | Білорусь             |        | [ 17 ] |
| 2005 | Хаува Ібрагім                                         | Нігерія              |        | [ 18 ] |
| 2005 | Репортери без кордонів                                |                      |        | [ 18 ] |
| 2005 | Янг Зілі                                              | КНР                  |        | [ 18 ] |
| 2005 | Моджтаба Самінеджад                                   | Іран                 |        | [ 18 ] |
| 2005 | Зухайр Ях'яуї                                         | Туніс                |        | [ 18 ] |
| 2005 | Мухтар Май                                            | Пакистан             |        | [ 18 ] |
| 2005 | Олександр Єсенін-Вольпін                              | США                  |        | [ 18 ] |
| 2005 | Сергій Ковальов                                       | Росія                |        | [ 18 ] |
| 2005 | Жінки в білому                                        | Куба                 |        | [ 18 ] |
| 2005 | Ібрагім Адам Мудаві                                   | Судан                |        | [ 18 ] |
| 2005 | Даніель Баренбойм                                     | Ізраїль              |        | [ 18 ] |
| 2005 | Амінату Хайдар                                        | Західна Сахара       |        | [ 18 ] |
| 2006 | Інгрід Бетанкур                                       | Колумбія             |        | [ 19 ] |
| 2006 | Усі, хто бореться за визволення заручників у Колумбії | Колумбія             |        | [ 19 ] |
| 2006 | Fulda-Mosocho Project                                 | Кенія                |        | [ 19 ] |
| 2006 | Володимир Козлов                                      | Росія                |        | [ 19 ] |
| 2006 | Ервін Кретлер                                         | Бразилія             |        | [ 19 ] |
| 2006 | Сомалі Мам                                            | Камбоджа             |        | [ 19 ] |
| 2006 | Олександр Мілінкевич                                  | Білорусь             |        | [ 19 ] |
| 2006 | Гассан Туені                                          | Ліван                |        | [ 19 ] |
| 2006 | Месфін Волдемаріам                                    | Ефіопія              |        | [ 19 ] |
| 2006 | Жінки в чорному                                       | Сербія               |        | [ 19 ] |
| 2007 | Варфоломій I                                          | Туреччина            |        | [ 20 ] |
| 2007 | Цзен Цзіньян                                          | КНР                  |        | [ 20 ] |
| 2007 | Ху Цзя                                                | КНР                  |        | [ 20 ] |
| 2007 | Малалай Джоя                                          | Афганістан           |        | [ 20 ] |
| 2007 | Саліх Махмуд Осман                                    | Судан                |        | [ 20 ] |
| 2007 | Анна Політковська                                     | Росія                |        | [ 20 ] |
| 2008 | Інгрід Бетанкур                                       | Колумбія             |        | [ 21 ] |
| 2008 | Далай-лама XIV                                        | Тибет                |        | [ 21 ] |
| 2008 | Європейський центр з прав ромів                       | Європейський Союз    |        | [ 21 ] |
| 2008 | Ху Цзя                                                | КНР                  |        | [ 21 ] |
| 2008 | Олександр Козулін                                     | Білорусь             |        | [ 21 ] |
| 2008 | Аполінер Малу Малу                                    | ДР Конго             |        | [ 21 ] |
| 2008 | Михайло Трепашкін                                     | Росія                |        | [ 21 ] |
| 2008 | Морган Цвангіраї                                      | Зімбабве             |        | [ 21 ] |
| 2009 | Іззелдін Абуелайш                                     | Палестина            |        | [ 22 ] |
| 2009 | Фонд Вісенте Феррера                                  | Індія                |        | [ 22 ] |
| 2009 | Давіт Ісаак                                           | Еритрея              |        | [ 22 ] |
| 2009 | Маріам Ламізана                                       | Буркіна-Фасо         |        | [ 22 ] |
| 2009 | Людмила Алексєєва                                     | Росія                |        | [ 22 ] |
| 2009 | Олег Орлов                                            | Росія                |        | [ 22 ] |
| 2009 | Сергій Ковальов                                       | Росія                |        | [ 22 ] |
| 2009 | Меморіал                                              | Росія                |        | [ 22 ] |
| 2009 | Деніс Муквеге                                         | ДР Конго             |        | [ 22 ] |
| 2009 | Тадеуш Нгуен Ван Лі                                   | В'єтнам              |        | [ 22 ] |
| 2009 | Шаді Садр                                             | Іран                 |        | [ 22 ] |
| 2009 | Роберто Савіано                                       | Італія               |        | [ 22 ] |
| 2010 | ACCESS                                                |                      |        | [ 23 ] |
| 2010 | Хайтам Аль-Малех                                      | Сирія                |        | [ 23 ] |
| 2010 | Breaking the Silence                                  | Ізраїль              |        | [ 23 ] |
| 2010 | Гільєрмо Фаріньяс                                     | Куба                 |        | [ 23 ] |
| 2010 | Амінату Хайдар                                        | Західна Сахара       |        | [ 23 ] |
| 2010 | Давіт Ісаак                                           | Еритрея              |        | [ 23 ] |
| 2010 | Біртукан Мідексу                                      | Ефіопія              |        | [ 23 ] |
| 2010 | Тадеуш Нгуен Ван Лі                                   | В'єтнам              |        | [ 23 ] |
| 2010 | Open Doors                                            |                      |        | [ 23 ] |
| 2011 | Іззелдін Абуелайш                                     | Палестина            |        | [ 24 ] |
| 2011 | Мухаммед Буазізі                                      | Туніс                |        | [ 24 ] |
| 2011 | Асмаа Махфуз                                          | Єгипет               |        | [ 24 ] |
| 2011 | Ахмед Аль-Сенусі                                      | Ліван                |        | [ 24 ] |
| 2011 | Разан Зейтуне                                         | Сирія                |        | [ 24 ] |
| 2011 | Алі Ферзат                                            | Сирія                |        | [ 24 ] |
| 2011 | Дмитро Бондаренко                                     | Білорусь             |        | [ 24 ] |
| 2011 | Борис Пахор                                           | Італія               |        | [ 24 ] |
| 2011 | Сан-Хосе де Апартадо                                  | Колумбія             |        | [ 24 ] |
| 2012 | Олесь Біляцький                                       | Білорусь             |        | [ 25 ] |
| 2012 | Джозеф Френсіс                                        | Пакистан             |        | [ 25 ] |
| 2012 | Віктуар Інгабіре Умугоза                              | Руанда               |        | [ 25 ] |
| 2012 | Деограсіас Мушаїді                                    | Руанда               |        | [ 25 ] |
| 2012 | Бернар Нтаганда                                       | Руанда               |        | [ 25 ] |
| 2012 | Pussy Riot                                            | Росія                |        | [ 25 ] |
| 2012 | Насрін Сотуде                                         | Іран                 |        | [ 25 ] |
| 2012 | Джафар Панагі                                         | Іран                 |        | [ 25 ] |
| 2013 | Малала Юсафзай                                        | Пакистан             |        | [ 26 ] |
| 2013 | Едвард Сноуден                                        | США                  |        | [ 26 ] |
| 2013 | Рійот Алему                                           | Ефіопія              |        | [ 26 ] |
| 2013 | Ескіндер Негу                                         | Ефіопія              |        | [ 26 ] |
| 2013 | Олесь Біляцький                                       | Білорусь             |        | [ 26 ] |
| 2013 | Едуард Лобов                                          | Білорусь             |        | [ 26 ] |
| 2013 | Микола Статкевич                                      | Білорусь             |        | [ 26 ] |
| 2013 | Михайло Ходорковський                                 | Росія                |        | [ 26 ] |
| 2013 | Стоячі протестувальники                               | Туреччина            |        | [ 26 ] |
| 2013 | CNN Freedom Project: Ending Modern-Day SlavERI        | США                  |        | [ 26 ] |
| 2014 | Махмуд Аль-Асалі                                      | Ірак                 |        | [ 27 ] |
| 2014 | Луїс Рафаель І Сако                                   | Ірак                 |        | [ 27 ] |
| 2014 | CHREDO                                                |                      |        | [ 27 ] |
| 2014 | Open Doors                                            |                      |        | [ 27 ] |
| 2014 | Oeuvre d'Orient                                       |                      |        | [ 27 ] |
| 2014 | Aid to the Church in Need                             |                      |        | [ 27 ] |
| 2014 | Євромайдан                                            | Україна              |        | [ 27 ] |
| 2014 | Мустафа Наєм                                          | Україна              |        | [ 27 ] |
| 2014 | Руслана Лижичко                                       | Україна              |        | [ 27 ] |
| 2014 | Єлизавета Щепетильникова                              | Україна              |        | [ 27 ] |
| 2014 | Тетяна Чорновол                                       | Україна              |        | [ 27 ] |
| 2014 | Аяан Хірсі Алі                                        | США                  |        | [ 27 ] |
| 2014 | Деніс Муквеге                                         | ДР Конго             |        | [ 27 ] |
| 2015 | Раїф Бадаві                                           | Саудівська Аравія    |        | [ 28 ] |
| 2015 | Круглий стіл демократичної єдності                    | Венесуела            |        | [ 28 ] |
| 2015 | Една Адан Ісмаїл                                      | Сомалі               |        | [ 28 ] |
| 2015 | Борис Нємцов                                          | Росія                |        | [ 28 ] |
| 2015 | Надія Савченко                                        | Україна              |        | [ 28 ] |
| 2015 | Едвард Сноуден                                        | США                  |        | [ 28 ] |
| 2015 | Антуан Дельтур                                        | Франція              |        | [ 28 ] |
| 2015 | Стефані Жібо                                          | Франція              |        | [ 28 ] |
| 2016 | Джан Дюдар                                            | Туреччина            |        | [ 29 ] |
| 2016 | Мустафа Джемілєв                                      | Україна              |        | [ 29 ] |
| 2016 | Надя Мурад                                            | Сирія                |        | [ 29 ] |
| 2016 | Ламія Аджи Башар                                      | Сирія                |        | [ 29 ] |
| 2016 | Ільхам Тохті                                          | КНР                  |        | [ 29 ] |
| 2017 | Асія Бібі                                             | Пакистан             |        | [ 30 ] |
| 2017 | Аура Лоліта Чавес Ішкакік                             | Гватемала            |        | [ 30 ] |
| 2017 | Селахаттін Демірташ                                   | Туреччина            |        | [ 30 ] |
| 2017 | Фіген Юксекдаг                                        | Туреччина            |        | [ 30 ] |
| 2017 | Демократична опозиція Венесуели                       | Венесуела            |        | [ 30 ] |
| 2017 | Давіт Ісаак                                           | Еритрея              |        | [ 30 ] |
| 2017 | П'єр Клаве Мбонімпа                                   | Буркіна-Фасо         |        | [ 30 ] |
| 2018 | Олег Сенцов                                           | Україна              |        | [ 31 ] |
| 2018 | НГО, що рятують мігрантів у Середземному морі         | Європейський Союз    |        | [ 31 ] |
| 2018 | Сейран Атеш                                           | Німеччина            |        | [ 31 ] |
| 2018 | Цезар                                                 | Сирія                |        | [ 31 ] |
| 2018 | Нассер Зефзафі                                        | Марокко              |        | [ 31 ] |
| 2018 | Двейн Джонсон                                         | США                  |        | [ 31 ] |
| 2018 | AfriForum                                             | ПАР                  |        | [ 31 ] |
| 2018 | Мері Вагнер                                           | Канада               |        | [ 31 ] |
| 2019 | Олексій Навальний                                     | Росія                |        | [ 32 ] |
| 2019 | Маріель Франку                                        | Бразилія             |        | [ 32 ] |
| 2019 | Клоделіс Сілва дос Сантос                             | Бразилія             |        | [ 32 ] |
| 2019 | Раоні Метуктіре                                       | Бразилія             |        | [ 32 ] |
| 2019 | Ільхам Тохті                                          | КНР                  |        | [ 32 ] |
| 2019 | Жан Вілліс                                            | Бразилія             |        | [ 32 ] |
| 2019 | Маріель Франку                                        | Бразилія             |        | [ 32 ] |
| 2019 | The Restorers                                         | Кенія                |        | [ 32 ] |
| 2020 | Координаційна рада Білорусі                           | Білорусь             |        | [ 33 ] |
| 2020 | Наджиб Мікаель Мусса                                  | Ірак                 |        | [ 33 ] |
| 2020 | Берта Касерес                                         | Гондурас             |        | [ 33 ] |
| 2020 | Світлана Тихановська                                  | Білорусь             |        | [ 33 ] |
| 2020 | Якуб Гаврон                                           | Польща               |        | [ 33 ] |
| 2020 | Пауліна Паяк                                          | Польща               |        | [ 33 ] |
| 2020 | Павел Прента                                          | Польща               |        | [ 33 ] |
| 2020 | Каміл Мачуга                                          | Польща               |        | [ 33 ] |
| 2021 | Олексій Навальний                                     | Росія                |        | [ 34 ] |
| 2021 | Афганські жінки                                       | Афганістан           |        | [ 34 ] |
| 2021 | Жанін Аньєс                                           | Болівія              |        | [ 34 ] |
| 2021 | Султана Хая                                           | Західна Сахара       |        | [ 34 ] |
| 2021 | Global Witness                                        |                      |        | [ 34 ] |
| 2022 | Український народ в особі Володимира Зеленського      | Україна              |        | [ 35 ] |
| 2022 | Український народ                                     | Україна              |        | [ 35 ] |
| 2022 | Соня Гважажара                                        | Бразилія             |        | [ 35 ] |
| 2022 | Володимир Зеленський                                  | Україна              |        | [ 35 ] |
| 2022 | Комісія правди Колумбії                               | Колумбія             |        | [ 35 ] |
| 2022 | Ширін Абу Акле                                        | Палестина            |        | [ 35 ] |
| 2022 | Джуліан Ассанж                                        | Австралія            |        | [ 35 ] |
| 2023 | Магса Аміні та жінки Ірану                            | Іран                 |        | [ 36 ] |
| 2023 | Магса Аміні та рух «Жінка, життя, свобода».           | Іран                 |        | [ 36 ] |
| 2023 | Марція Амірі                                          | Афганістан           |        | [ 36 ] |
| 2023 | Параста Хакім                                         | Афганістан           |        | [ 36 ] |
| 2023 | Матюла Вейза                                          | Афганістан           |        | [ 36 ] |
| 2023 | Ніно Ломжарія та проєвропейські громадяни Грузії      | Грузія               |        | [ 36 ] |
| 2023 | Ілон Маск                                             | США                  |        | [ 36 ] |
| 2023 | Ванесса Накате                                        | Уганда               |        | [ 36 ] |
| 2023 | Вільма Нуньєс                                         | Нікарагуа            |        | [ 36 ] |
| 2023 | Роландо Хосе Алварес Лагос                            | Нікарагуа            |        | [ 36 ] |
| 2023 | Юстина Віджинська                                     | Польща               |        | [ 36 ] |
| 2023 | Морена Геррера                                        | Сальвадор            |        | [ 36 ] |
| 2023 | Коллін Макніколас                                     | США                  |        | [ 36 ] |

## Лауреати
Від часу свого заснування премія імені Андрія Сахарова за свободу думки присуджувалась 34 рази. Найпершими її лауреатами в 1988 році стали південноафриканський борець проти режиму апартеїду Нельсон Мандела та радянський дисидент Анатолій Марченко. Анатолій Марченко, Мухаммед Буазізі (2011) та Магса Аміні (2023) стали лауреатами премії посмертно. Загалом за 31 рік присудження премії її лауреатами стали 35 осіб та 9 організацій. Найпершою жінкою-лауреаткою стала м'янмарська опозиціонерка Аун Сан Су Чжі (премія 1990 року), а найпершою організацією — аргентинський рух Матері площі Травня (премія 1992 року).
Нерідко через свою діяльність правозахисники та дисиденти зазнають переслідувань з боку авторитарних режимів, які вони прагнуть змінити. Так, кілька разів лауреати Сахарівської премії не могли бути присутніми на церемонії нагородження, оскільки перебували під арештом або в ув'язненні. Серед тих, хто не зміг отримати премію особисто в рік її присудження, є згадані вищі Нельсон Мандела та Аун Сан Су Чжі, а також Лейла Зана, Вей Джиншень, Ху Цзя, Гільєрмо Фаріньяс, Джафар Панагі, Насрін Сотоудех, Раїф Бадаві, Олег Сенцов, Ільхам Тохті та Олексій Навальний.
З-поміж лауреатів премії Сахарова п'ятеро пізніше отримали й Нобелівську премію миру: Аун Сан Су Чжі у 1991,
Нельсон Мандела в 1993, Малала Юсафзай у 2014 роках, Деніс Муквеге та Надія Мурад розділили Нобеля з миру 2018 року. Окрім того, Кофі Аннан разом із ООН отримали Сахарівську премію 2003 року після здобуття Нобелівської двома роками раніше.

### Список лауреатів
| Рік  | Фото                         | Лауреат | Країна                      | Внесок | Прим.  |
| ---- | ---------------------------- | --- | --------------------------- | --- | ------ |
| 1988 |                              | Нельсон Мандела (1918—2013)                                                                                   | ПАР                         | Борець проти режиму апартеїду в ПАР. На момент присудження премії був політичним в'язнем, перебував у в'язниці протягом 1964—1990 років. | [ 39 ] |
| 1988 |                              | Анатолій Марченко (1938—1986)                                                                                 | СРСР                        | Радянський дисидент, член Московської Гельсінської групи. Помер в ув'язненні внаслідок голодування у 1986 році. | [ 40 ] |
| 1989 |                              | Александер Дубчек (1921—1992)                                                                                 | Чехословаччина              | Чехословацький політик. Вдався до спроб реформувати комуністичний режим у Чехословаччині після приходу до влади, які отримали назву Празька весна. | [ 41 ] |
| 1990 |                              | Аун Сан Су Чжі (нар. 1945)                                                                                    | М'янма                      | Бірманська опозиціонерка, борець проти військового режиму в країні та лідер руху за захист прав людини. | [ 42 ] |
| 1991 |                              | Адем Демачі (1936—2018)                                                                                       | СФРЮ                        | Албанський письменник і правозахисник, голова Косовської спілки прав людини, борець за права албанців та інших національних меншин Косова. | [ 43 ] |
| 1992 |                              | Матері площі Травня                                                                                           | Аргентина                   | Спілка аргентинських жінок, які з 1977 року виступали проти військового режиму в Аргентині та на захист власних дітей, які стали в'язнями того режиму. | [ 44 ] |
| 1993 |                              | Oslobođenje                                                                                                   | Боснія і Герцеговина        | Газета з Сараєва, яка виходила щоденно під час Боснійської війни та пропагувала ідеї миру між сербами, хорватами та мусульманами. | [ 45 ] |
| 1994 |                              | Тасліма Насрін (нар. 1962)                                                                                    | Бангладеш                   | Журналістка та письменниця, борець за права жінок, яка виступала з критикою ісламського фундаменталізму. | [ 46 ] |
| 1995 |                              | Лейла Зана (нар. 1961)                                                                                        | Туреччина                   | Курдська активістка, найперша курдська жінка-депутат у парламенті Туреччини. Через власні погляди перебувала в ув'язненні протягом 1994—2004 років. | [ 47 ] |
| 1996 |                              | Вей Джиншень (нар. 1950)                                                                                      | КНР                         | Китайський дисидент, борець за права людини та критик комуністичного режиму КНР. | [ 48 ] |
| 1997 |                              | Саліма Гезалі (нар. 1958)                                                                                     | Алжир                       | Журналістка, засновник франкомовної газети La Nation, борець за права жінок, свободу слова та демократію в Алжирі. | [ 49 ] |
| 1998 |                              | Ібрагім Ругова (1944—2006)                                                                                    | Союзна Республіка Югославія | Лідер Демократичної ліги Косова. | [ 50 ] |
| 1999 |                              | Шанана Гужмау (нар. 1946)                                                                                     | Східний Тимор               | Лідер руху за незалежність Східного Тимору. | [ 51 ] |
| 2000 |                              | Basta Ya! | Іспанія                     | Кампанія на захист прав людини та демократії в Країні Басків. | [ 52 ] |
| 2001 |                              | Закаріас Камвеньо (нар. 1934)                                                                                 | Ангола                      | Архієписком Лубанго, голова Міжцерковного комітету за мир в Анголі. | [ 53 ] |
| 2001 |                              | Нуріт Пелед-Елханан (нар. 1949)                                                                               | Ізраїль                     | Викладачка університету, яка втратила доньку через теракт, вчинений палестинським терористом. Удостоєна премією разом з Іззатом Газаві за спільну роботу за примирення, взаємоповагу та взаємне визнання ізраїльським і палестинським народами прав одне одного. | [ 54 ] |
| 2001 |                              | Іззат Газаві (1951—2003)                                                                                      | Палестина                   | Голова Спілки письменників Палестини, син якого був убитий ізраїльською армією. Удостоєний премією разом з Нуріт Пелед-Елханан за спільну роботу за примирення, взаємоповагу та взаємне визнання ізраїльським і палестинським народами прав одне одного. | [ 55 ] |
| 2002 |                              | Освальдо Пая (1952—2012)                                                                                      | Куба                        | Кубинський дисидент, засновник Християнського визвольного руху, борець за національне примирення та демократичні перетворення на Кубі. | [ 56 ] |
| 2003 |                              | Організація Об'єднаних Націй                                                                                  |                             | Номінація на знак визнання роботи працівників Організації Об'єднаних Націй, які часто змушені працювати у надскладних умовах заради встановлення миру та захисту прав людини. | [ 57 ] |
| 2003 |                              | Кофі Аннан (1938—2018)                                                                                        | Гана                        | Номінація на знак визнання роботи працівників Організації Об'єднаних Націй, які часто змушені працювати у надскладних умовах заради встановлення миру та захисту прав людини. |        |
| 2004 |                              | Білоруська асоціація журналістів                                                                              | Білорусь                    | Організація, що бореться за свободу слова в Білорусі. | [ 58 ] |
| 2005 |                              | Репортери без кордонів                                                                                        |                             | Міжнародна організація, яка бореться за свободу слова по всьому світу. | [ 59 ] |
| 2005 |                              | Гаува Ібрагім (нар. 1968)                                                                                     | Нігерія                     | Перша жінка-юрист у північній Нігерії, яка бореться проти жорстоких методів покарання, що застосовуються відповідно до законів шаріату до засуджених жінок та молоді. | [ 60 ] |
| 2005 |                              | Жінки в білому                                                                                                | Куба                        | Об'єднання кубинських жінок, яке щонеділі влаштовує мирні акції протесту на захист своїх чоловіків-політв'язнів. | [ 61 ] |
| 2006 |                              | Олександр Мілінкевич (нар. 1947)                                                                              | Білорусь                    | Лідер білоруської опозиції, кандидат у президенти країни 2006 року. | [ 62 ] |
| 2007 |                              | Саліх Махмуд Осман (нар. 1957)                                                                                | Судан                       | Суданський юрист, який надає юридичну підтримку постраждалим від тортур внаслідок громадянської війни. | [ 63 ] |
| 2008 |                              | Ху Цзя (нар. 1973)                                                                                            | КНР                         | Китайський борець за демократію та права людини, зокрема ВІЛ-інфікованих. Перебував з 2007 року під арештом. | [ 64 ] |
| 2009 |                              | Меморіал | Росія                       | Російський правозахисний центр. | [ 65 ] |
| 2010 |                              | Гільєрмо Фаріньяс (нар. 1962)                                                                                 | Куба                        | Кубинський психолог і дисидент, борець проти кубинського режиму. | [ 66 ] |
| 2011 |                              | Разан Зейтуне (нар. 1977)                                                                                     | Сирія                       | Сирійський юрист та правозахисниця, засновниця блогу для повідомлень про порушення прав людини та викрадення в Сирії. | [ 67 ] |
| 2011 |                              | Ахмед Аль-Сенусі (нар. 1934)                                                                                  | Лівія                       | Лівійський дисидент, політичний в'язень. | [ 68 ] |
| 2011 |                              | Асмаа Махфуз (нар. 1985)                                                                                      | Єгипет                      | Єгипетська активістка, засновник молодіжного руху 6 квітня. | [ 69 ] |
| 2011 |                              | Алі Ферзат (нар. 1951)                                                                                        | Сирія                       | Сирійський карикатурист, який у своїх роботах виступає з критикою ситуації в країні. | [ 70 ] |
| 2011 |                              | Мухаммед Буазізі (1984—2011)                                                                                  | Туніс                       | Торговець на ринку. Вчинив акт самоспалення на знак протесту проти бідності, що спричинило народні виступи, які призвели до революції в Тунісі та стали поштовхом до виступів в інших арабських країнах, що отримали назву Арабська весна. Помер від отриманих опіків. | [ 71 ] |
| 2012 |                              | Джафар Панагі (нар. 1960)                                                                                     | Іран                        | Іранський режисер та сценарист, його фільми мають міжнародні відзнаки, проте в Ірані вони заборонені. Засуджений 2010 року до 6 років в'язниці із забороною займатися кіновиробництвом протягом 20 років. | [ 72 ] |
| 2012 |                              | Насрін Сотоудех (нар. 1963)                                                                                   | Іран                        | Іранська юрист та захисниця прав людини, жінок та в'язнів сумління. Засуджена 2010 року до 11 років в'язниці із забороною займатися юридичною практикою протягом 20 років. | [ 73 ] |
| 2013 |                              | Малала Юсафзай (нар. 1997)                                                                                    | Пакистан                    | Борець за права дітей, зокрема право дівчат на освіту. | [ 74 ] |
| 2014 |                              | Деніс Муквеге (нар. 1955)                                                                                     | ДР Конго                    | Конголезький гінеколог, який протягом років своєї лікарської практики надав допомогу тисячам жінок, котрі стали жертвами сексуального насильства протягом війни в країні. | [ 75 ] |
| 2015 |                              | Раїф Бадаві (нар. 1984)                                                                                       | Саудівська Аравія           | Саудівський блогер та інтернет-активіст, засновник сайтів Saudi Liberals та Free Saudi Liberals network, на яких обговорювалися політичне життя та релігійна політика країни. Засуджений 2013 року до 7 років ув'язнення та 600 ударів батогом (2014 року покарання збільшено до 10 років в'язниці та 1000 ударів) за звинуваченням у віровідступництві. | [ 76 ] |
| 2016 |                              | Надія Мурад (нар. 1993)                                                                                       | Ірак                        | Захисниці прав єзидів, жертви сексуального рабства терористичного угруповання Ісламська Держава. | [ 77 ] |
| 2016 | Ламія Аджи Башар (нар. 1998) | | Ірак                        | Захисниці прав єзидів, жертви сексуального рабства терористичного угруповання Ісламська Держава. |        |
| 2017 |                              | Венесуельська демократична опозиція                                                                           | Венесуела                   | Політичні в'язні режиму Ніколаса Мадуро, борці за демократичні перетворення у Венесуелі: Хуліо Борхес / Леопольдо Лопес / Антоніо Ледесма / Даніель Себальос / Йон Гойкоечеа / Лорент Салех / Альфредо Рамос / Андреа Гонсалес . | [ 78 ] |
| 2018 |                              | Олег Сенцов (нар. 1976)                                                                                       | Україна                     | Український кінорежисер і проєвропейський активіст, противник анексії Криму Росією. Заарештований 2014 року російською окупаційною владою та засуджений до 20 років ув'язнення за сфабрикованими звинуваченнями у тероризмі. 2018 року оголосив голодування, яке тривало 145 днів, з вимогою звільнити понад 70 українських політичних в'язнів, утримуваних російською владою. | [ 79 ] |
| 2019 |                              | Ільхам Тохті (нар. 1969)                                                                                      | КНР                         | Уйгурський дисидент, професор-економіст, борець за права уйгурів у КНР. 2014 року засуджений до довічного ув'язнення за звинуваченнями у сепаратизмі. | [ 80 ] |
| 2020 |                              | Білоруська демократична опозиція                                                                              | Білорусь                    | Координаційна рада, ініціатива «хоробрих жінок» — Світлана Тихановська, Світлана Алексієвич, Марія Колеснікова, Ольга Ковалькова, Вероніка Цепкало, а також лідери громадянського спротиву Сергій Тихановський, Олесь Біляцький, Сергій Дилевський, Степан Путило та Микола Статкевич. | [ 81 ] |
| 2021 |                              | Олексій Навальний (1976—2024)                                                                                 | Росія                       | Російський опозиційний політик, громадський діяч і юрист українського походження. Засуджений 2021 року. | [ 82 ] |
| 2022 |                              | Хоробрий Український народ, представлений президентом країни, обраними лідерами та громадянським суспільством | Україна                     | Українській народ протистоїть новій хвилі війни, розв'язаної Росією, захищаючи не лише свої домівки, суверенітет, незалежність і територіальну цілісність України, але й свободу, демократію, верховенство права та європейські цінності на полі бою проти жорстокого режиму, який має на меті підірвати демократію, послабити і роз'єднати європейське співтовариство. Окремо підкреслено зусилля президента Володимира Зеленського, ДСНС України, волонтера і парамедика Юлії Паєвської, захисниці прав людини Олександри Матвійчук, мера окупованого міста Мелітополя Івана Федорова, руху опору Жовта стрічка. | [ 83 ] |
| 2023 |                              | Магса Аміні † та рух "Жінка, життя, свобода".                                                                 | Іран                        | Смерть Магси Аміні за підозрілих обставин призвела до масових протестів, часто під гаслом "Жінка, життя, свобода". | [ 84 ] |
| 2024 |                              | Марія Коріна Мачадо (нар. 1967)                                                                               | Венесуела                   | Марія Коріна Мачадо — лідерка Єдиної депломатичної платформи, була знята з виборів президента Венесуели 2024. Едмундо Гонсалес став кандидатом на виборах замість Мачадо. Переможцем виборів був оголошений чинний лідер Ніколас Мадуро, попри те, що вибори відбувалися з порушеннями, а їхні повні результати не були оприлюднені. Вибори спричинили виступи населення, щодо Гонсалеса був виданий ордер на його арешт, через що він покинув країну, одержавши політичний притулок в Іспанії. Мачадо на момент присудження премії переховувалась від режиму.                                                     | [ 85 ] |
| 2024 | Едмундо Гонсалес (нар. 1949) | | Венесуела                   | Марія Коріна Мачадо — лідерка Єдиної депломатичної платформи, була знята з виборів президента Венесуели 2024. Едмундо Гонсалес став кандидатом на виборах замість Мачадо. Переможцем виборів був оголошений чинний лідер Ніколас Мадуро, попри те, що вибори відбувалися з порушеннями, а їхні повні результати не були оприлюднені. Вибори спричинили виступи населення, щодо Гонсалеса був виданий ордер на його арешт, через що він покинув країну, одержавши політичний притулок в Іспанії. Мачадо на момент присудження премії переховувалась від режиму.                                                     |        |